# Joaquín Pérez Rey
Joaquín Pérez Rey (Madrid, 1973) es un profesor universitario de derecho laboral y político español, actual secretario de Estado de Trabajo desde enero de 2020, asumiendo también de 2020 a 2023 las competencias de Economía Social. Es secretario de Trabajo de Sumar. 

## Biografía
Nacido en Madrid, en 1973, Pérez Rey se licenció en Derecho por la Universidad de Castilla-La Mancha, donde también obtuvo un doctorado en Derecho, con premio extraordinario de doctorado, y es profesor titular de Derecho del Trabajo y de la Seguridad Social en la misma universidad desde 2012, dirigiendo además el departamento de Derecho del Trabajo y Trabajo Social desde 2018. Asimismo, colabora habitualmente en la Fundación 1.º de Mayo, en la Fundación Cipriano García, de Comisiones Obreras, y en el periódico eldiario.es. Es miembro del Centro Europeo y Latinoamericano para el Diálogo Social y es socio de la Asociación Española de Derecho del Trabajo y de la Seguridad Social y de la Asociación Española de Salud Y Seguridad Social.
Desde los inicios del partido político Podemos, se integró en él como asesor en asuntos laborales, y también realizó tareas de asesoramiento al Ministerio de Empleo y Seguridad Social, bajo el mandato de la ministra Fátima Báñez. En concreto, se le encargó, junto con otros expertos, analizar las consecuencias de la jurisprudencia del Tribunal de Justicia de la Unión Europea en el sistema español de contratación laboral.
A finales de 2019, colaboró en la redacción de un documento para las negociaciones con el Partido Socialista sobre un posible gobierno de coalición. En octubre de 2019, escribió un artículo en el cual se oponía a la instauración en España de la llamada «mochila austriaca». propuesta por la ministra Nadia Calviño.
En enero de 2020, la ministra de Trabajo, Yolanda Díaz, lo escogió como secretario de Estado de Empleo y Economía Social, haciéndose oficial su nombramiento el 15 de enero. En noviembre de 2023, perdió competencias en materia de economía social, que pasaron a la nueva Secretaría de Estado de Economía Social.

## Obra literaria
Pérez Rey es autor de diversos libros:
- Estabilidad en el empleo (2004).
- La transformación de la contratación temporal en indefinida. El uso irregular de la temporalidad en el trabajo (2004).
- El contrato eventual por circunstancias de la producción (2006); El despido disciplinario (2013).
- El régimen profesional del trabajo autónomo económicamente dependiente: novedades legales y jurisprudenciales (2016).
- El despido o la violencia del poder privado (2009), en colaboración con Antonio Baylos.

Así como de diversos artículos y capítulos de libros:
- La contratación de duración determinada (2019).
- El contrato de apoyo a los emprendedores (2012).
- El despido en la reforma de 2010 en 2011.